# جميلة المهيري
جميلة بنت سالم مصبح المهيري، سياسية إماراتية، تشغل منصب وزيرة الدولة لشؤون التعليم العام منذ شهر فبراير 2016. عملت على إصلاح المدارس في الإمارات العربية المتحدة واستخدام منهج الامتحانات الدولية في كامبريدج في مدارس النسخة الإنجليزية.

## حياتها
تخرجت جميلة من جامعة الإمارات العربية المتحدة حيث درست الإدارة. عملت في وزارة التربية والتعليم من عام 1995 إلى عام 2004، وشغلت منصب المدير التنفيذي لقرية دبي للمعرفة (من عام 2004 إلى عام 2007). تشغل المهيري منصب رئيس جهاز الرقابة المدرسية في دبي في هيئة المعرفة والتنمية البشرية منذ عام 2006. كانت رئيسة جهاز التفتيش المدرسي في دبي في هيئة المعرفة والتنمية البشرية. كما تتولى رئاسة مؤسسة مدارس الإمارات منذ عام 2019.
عينت وزيرة دولة للتعليم العام في دولة الإمارات العربية المتحدة في فبراير 2016. وهي عضو في مجلس إدارة مؤسسة دبي العطاء الخيرية. وكانت عضوًا في لجنة المساواة في التعليم: تحقيق الهدف الرابع من أهداف التنمية المستدامة الذي استضافته أبو ظبي، الإمارات العربية المتحدة. أسست مبادرة أهداف المدرسة التي تهدف إلى مراقبة المدارس ومكافأة النتائج المتميزة منها. ووصفت التعليم بأنه عنصر أساسي ضروري لتنمية دولة الإمارات العربية المتحدة والاستثمار في شباب البلاد، كما أوجزت رؤية الإمارات العربية المتحدة 2021 الأجندة الوطنية.
قدمت المهيري معايير المعلم والقيادة التربوية (TELS) في وحدات التعلم في أقسام المدارس. أضافت معايير المعلم والقيادة التربوية إعدادًا وتدريبًا قبل الخدمة للمعلمين المتخرجين حديثًا.